# サムターン回し
サムターン回し（サムターンまわし）とは、住居侵入窃盗犯などが鍵を開ける手法の一つであり、ドアの外側からサムターン（ドアの内側の指でつまんで回転させ施解錠する部品）を回すことによって開錠するものである。

## 概要
通常のドアの錠前は、外側から見える部分としては鍵穴しかなく、その内部は複雑な構造をとっているが、内側のサムターンを回すと解錠がなされることは自明である。そこで、郵便受けや扉の隙間を利用して、あるいは扉の一部を破壊するなどして外側から内側に手を差し入れたり器具を入れ、サムターンを回す。
ピッキングなどに必要な特殊な工具や技術は不要である。これを防ぐ為には扉自体または各部の強化、扉周りの隙間の排除などのほか、外部から回されにくい対策をしたサムターンを用いることや、サムターンにカバーをつける、サムターンを用いない錠前を用いることなどが挙げられる。